# 布爾特尼采

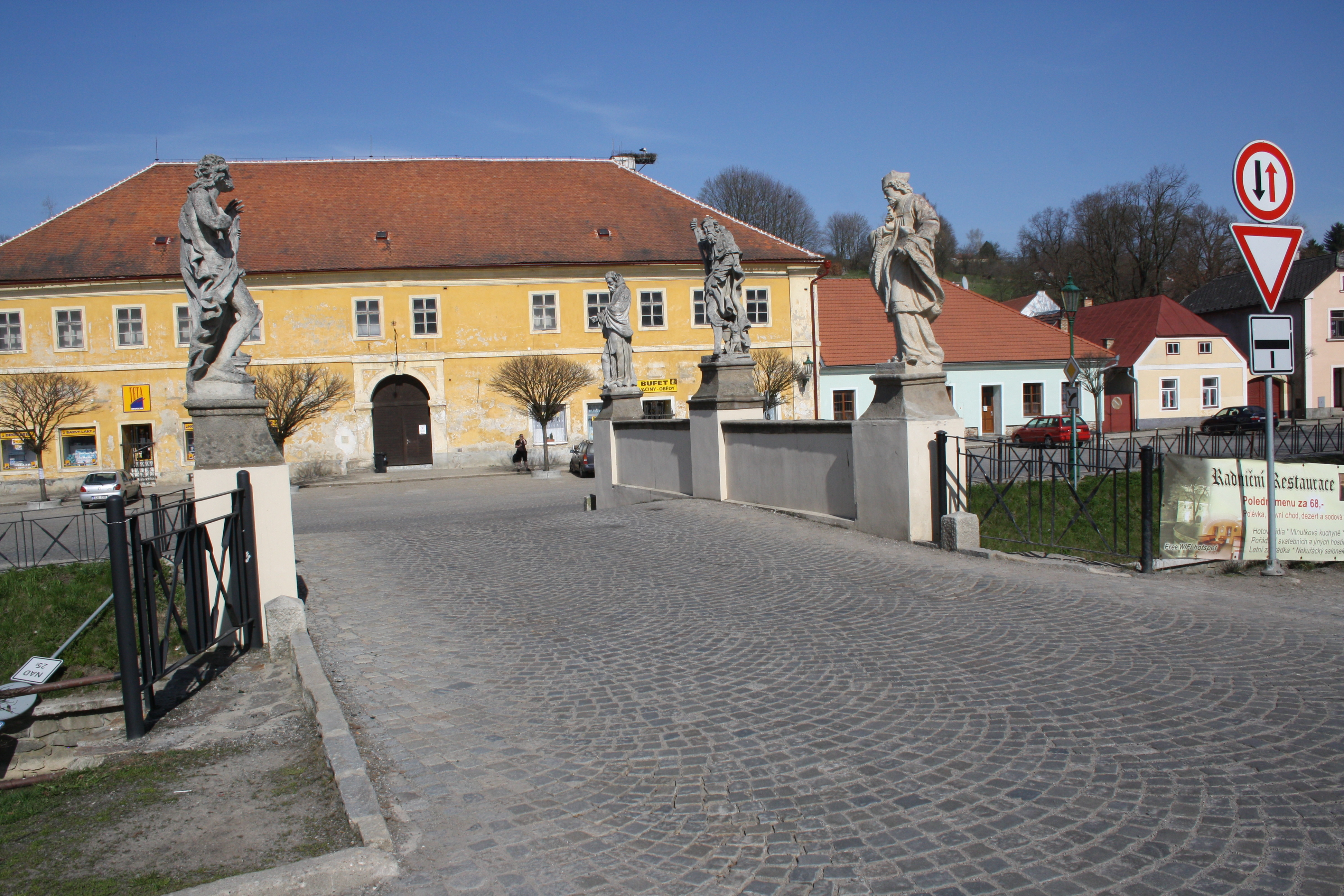

布爾特尼采是捷克的城鎮，位於該國西部，距離首府皮爾森35公里，由比爾森州負責管轄，面積12.78平方公里，海拔高度449米，每年平均降雨量600至700毫米，2011年人口3,780。

## 外部連結
- Municipal website （页面存档备份，存于） (in Czech)